# Cocytius cluentius
Cocytius cluentius är en fjärilsart som beskrevs av Franz Hermann Troschel 1900. Cocytius cluentius ingår i släktet Cocytius och familjen svärmare. Inga underarter finns listade i Catalogue of Life.